# Großer Preis von Monaco 1948
Der X. Große Preis von Monaco (X Grand Prix de Monaco) fand am 16. Mai 1948 auf dem Circuit de Monaco in Monaco statt. Das Rennen zählte zur Kategorie der Grandes Épreuves und wurde nach den Bestimmungen der fortgeltenden Internationalen Grand-Prix-Formel bzw. neuerdings Formel 1 (Rennwagen mit Motoren bis 1,5 Liter Hubraum mit Kompressor bzw. bis 4,5 Liter Hubraum ohne Kompressor; Renndistanz mindestens 300 km bzw. mindestens drei Stunden Renndauer) über 100 Runden à 3,180 km ausgetragen, was einer Gesamtdistanz von 318,0 km entsprach.
Sieger wurde Giuseppe Farina auf einem Maserati 4CL, der damit den ersten Erfolg seiner Karriere in einem offiziellen Internationalen Grand Prix erringen konnte. Gleichzeitig war dies auch der erste Sieg für Maserati in einem Grande Épreuve seit dem Großen Preis von Belgien von 1933.

## Das Rennen
Zum ersten Mal seit Kriegsende und nach insgesamt elfjähriger Pause kehrte der klassische Stadtkurs von Monte Carlo 1948 in den internationalen Grand-Prix-Kalender zurück. Nachdem zuvor jedoch bereits die beiden Ausgaben von 1938 und 1939 aus finanziellen Gründen ausgefallen waren, hatte der monegassische Automobilclub ACM in den ersten Nachkriegsjahren jedoch offenbar noch Mühe, das Rennen wieder vollständig zu etablieren.
So blieb 1948 beispielsweise das bis dahin alles dominierende Team von Alfa Romeo der Veranstaltung noch fern, was trotz des Status als Grande Épreuve für das Rennen automatisch eine gewisse Abwertung bedeutete. Ansonsten hatte sich in Monaco jedoch erneut beinahe alles versammelt, was im Grand-Prix-Sport Rang und Namen hatte. Die mit insgesamt sechs Teilnehmern zahlenmäßig ebenso wie sportlich stärkste Abordnung stellten dabei wie üblich die Maserati-Fahrer, unter denen die für die Scuderia Ambrosiana als halboffizielles Werksteam fahrenden Luigi Villoresi und der noch am Anfang seiner Karriere stehende Alberto Ascari als klare Mitfavoriten galten. Ebenfalls mit Werksunterstützung trat auch Giuseppe Farina mit einem von ihm selbst gemeldeten und finanzierten Maserati an, der nach seinem Rauswurf bei Alfa Romeo zum Ende der Saison 1946 zunächst ein Jahr Pause eingelegt und nach seiner Rückkehr in den Grand-Prix-Sport zum Saisonbeginn 1948 in Genf bereits den Grand Prix des Nations gewonnen hatte. Bei seinem Rennwagen handelte es sich ebenso wie bei dem von Villoresi bereits um eine verbesserte Version des bewährten Maserati 4CL, die, bei ansonsten äußerlich praktisch unverändertem Erscheinungsbild, nun bereits mit einem Rohrrahmenchassis und einem Motor mit zweistufiger Kompressoraufladung versehen war. Ascari musste sich dagegen ebenso wie alle übrigen Maserati-Fahrer zunächst noch weiterhin mit dem älteren Vormodell begnügen.
Als stärkste Konkurrenten wurden die drei Lago-Talbots von Louis Chiron, Yves Giraud-Cabantous sowie Louis Rosier eingeschätzt, zumal Chiron bei seinem Heimrennen erneut mit seinem Siegerwagen des vorjährigen französischen Grand Prix, dem schon vor dem Krieg eingesetzten „Monoplace Centrale“ der Ecurie France mit 4,5 Liter Reihensechszylinder-Saugmotor antrat. Rosier verfügte dagegen bereits über das erste Exemplar des neuen Grand-Prix-Modells Talbot T26C mit dem daraus weiterentwickelten DOHC-Motor, dem es jedoch vorläufig noch an Standfestigkeit mangelte.
Auf dem engen Stadtkurs nicht zu unterschätzten waren außerdem die mit ihren 1,5-Liter-Vierzylindern ohne Kompressor zwar deutlich untermotorisierten, dafür aber aufgrund ihrer Abmessungen und ihres geringen Gewichts extrem wendigen und agilen Simca-Gordini T15, zumal mit dem eigentlich an Alfa Romeo gebundenen Jean-Pierre Wimille ein absoluter Top-Pilot für dieses Rennen zur Verfügung stand. Weitere Fahrer des Teams waren außerdem der erfahrene Raymond Sommer, der siamesische Prinz Bira sowie der talentierte französische Nachwuchsfahrer Maurice Trintignant.
Mit dem privat gemeldeten Ferrari 166SC „Tipo Inter“ des unter dem Pseudonym „Pr. Igor“ startenden Franzosen russischer Abstammung Igor Trubezkoi – zu diesem Zeitpunkt Ehemann der Millionenerbin Barbara Hutton – tauchte zum ersten Mal der Name Ferrari als Markenbezeichnung in der Startliste eines Grande Épreuve auf. Zwar hatte die Scuderia Ferrari bereits in den 1930er Jahren als offizielle Werksvertretung für Alfa Romeo erfolgreichen Grand-Prix-Sport betrieben, Enzo Ferrari hatte sich jedoch nach seiner Trennung von der Mailänder Firma unmittelbar vor dem Krieg in Maranello niedergelassen, um dort fortan unter eigenem Namen Renn- und Sportwagen zu produzieren. Bei Troubetzkoys Fahrzeug handelte es sich dabei im Prinzip um einen offenen, zweisitzigen Rennsportwagen mit 2-Liter-V12-Saugmotor, der dank seiner Auslegung mit freistehenden Rädern mit abgenommenen Kotflügeln und Scheinwerfern auch als Grand-Prix-Rennwagen eingesetzt werden konnte.
Schließlich trat – gesundheitlich bereits stark angeschlagen – mit Tazio Nuvolari auch der große Star der Vorkriegszeit zum letzten Mal am Start zu einem offiziellen Internationalen Grand Prix an. Sein vom Werk eingesetzter Cisitalia D46/48 mit auf 1,3 Liter Hubraum aufgebohrtem Vierzylinder-Saugmotor war allerdings nahezu hoffnungslos untermotorisiert.
Wimille auf dem kleinen Simca-Gordini hatte im Rennen zwar den besten Start, doch noch vor Ablauf der ersten Runde lag bereits Maseratis Top-Pilot Villoresi in Führung und baute seinen Vorsprung auf seinen nun zweitplatzierten Markengefährten Farina die nächsten drei Runden hindurch kontinuierlich aus. Ab Runde vier wurde der Maserati des Führenden jedoch von Getriebeproblemen gebremst, so dass Farina nun auf die erste Position vorrücken konnte, die er bis zum Ende des Rennens nicht mehr abgab. Daran änderte auch der Umstand nichts, dass er wegen des hohen Verbrauchs des Kompressor-Maseratis sogar zwei Tankstopps einlegen musste, während zum Beispiel Chiron mit dem genügsamen Lago-Talbot das Rennen non-stop durchstehen konnte. Immerhin konnte sich der Monegasse auf diese Weise Position um Position durchs Feld nach vorne arbeiten und zur Rennmitte Wimille vom zweiten Platz verdrängen, der selbst mit dem vergleichsweise schwach motorisierten Simca-Gordini bis zu seinem Ausfall in der 61. Runde ein ganz hervorragendes Rennen gezeigt hatte. Kurz vor Schluss konnte schließlich im einzigen noch verbliebenen engen Zweikampf im Rennen der Schweizer Maserati-Fahrer Emmanuel de Graffenried Wimilles Markenkollegen Trintignant noch von der dritten Position verdrängen.

## Meldeliste
| Team                  | Nr. | Fahrer                  | Info  | Chassis                              | Motor                           | Reifen |
| --------------------- | --- | ----------------------- | ----- | ------------------------------------ | ------------------------------- | ------ |
| Scuderia Milan        | 02  | Clemar Bucci            |       | Maserati 4CL                         | Maserati 4CL 1.5L I4 Kompressor |        |
| Écurie France         | 04  | Yves Giraud-Cabantous   |       | Talbot-Lago T26 „Monoplace Décalée“  | Talbot-Lago T26 4.5L I6         |        |
| Écurie France         | 38  | Louis Chiron            |       | Talbot-Lago T26 „Monoplace Centrale“ | Talbot-Lago T26 4.5L I6         |        |
| G. Comotti            | 06  | Gianfranco Comotti      | DNA a | Talbot-Lago T26C                     | Talbot-Lago T26 4.5L I6         |        |
| Écurie Rosier         | 08  | Louis Rosier            |       | Talbot-Lago T26C                     | Talbot-Lago T26 4.5L I6         |        |
| Écurie Lutetia        | 10  | Eugène Chaboud          |       | Delahaye 135S „Spéciale“             | Delahaye 3.6L I6                |        |
| Équipe Simca-Gordini  | 12  | Jean-Pierre Wimille     |       | Simca-Gordini T11 b                  | Simca-Gordini 1.4L I4           |        |
| Équipe Simca-Gordini  | 14  | Raymond Sommer          |       | Simca-Gordini T15                    | Simca-Gordini 1.4L I4           |        |
| Équipe Simca-Gordini  | 16  | Maurice Trintignant     |       | Simca-Gordini T15                    | Simca-Gordini 1.4L I4           |        |
| Équipe Simca-Gordini  | 40  | „B. Bira“               |       | Simca-Gordini T15                    | Simca-Gordini 1.4L I4           |        |
| ERA Ltd.              | 18  | Leslie Brooke           | DNA c | ERA E-Type                           | ERA 1.5L I6 Kompressor          |        |
| R. Parnell            | 20  | Reg Parnell             |       | ERA E-Type                           | ERA 1.5L I6 Kompressor          |        |
| C. Harrison           | 22  | Cuth Harrison           |       | ERA C-Type                           | ERA 1.5L I6 Kompressor          |        |
| Scuderia Ambrosiana   | 24  | Luigi Villoresi d       |       | Maserati 4CL(T) e                    | Maserati 4CL 1.5L I4 Kompressor |        |
| Scuderia Ambrosiana   | 26  | Alberto Ascari          |       | Maserati 4CL(T) e                    | Maserati 4CL 1.5L I4 Kompressor |        |
| Scuderia E. Platé     | 28  | Nello Pagani            |       | Maserati 4CL(T)                      | Maserati 4CL 1.5L I4 Kompressor |        |
| Scuderia E. Platé     | 42  | Emmanuel de Graffenried |       | Maserati 4CL(T)                      | Maserati 4CL 1.5L I4 Kompressor |        |
| G. Farina             | 30  | Giuseppe Farina         |       | Maserati 4CL(T)                      | Maserati 4CL 1.5L I4 Kompressor |        |
| Squadra Piero Dusio f | 32  | Piero Taruffi           |       | Cisitalia D46                        | Fiat 1.3L I4                    |        |
| Squadra Piero Dusio f | 34  | Tazio Nuvolari          |       | Cisitalia D46/48                     | Fiat 1.3L I4                    |        |
| Scuderia Inter        | 36  | „Pr. Igor“              |       | Ferrari 166 Spyder Corsa/„Inter“     | Ferrari 166 2.0L V12            |        |

Berichten zufolge soll der Schweizer Rennfahrer Christian Kautz gemeinsam mit dem in der Schweiz lebenden dreimaligen Grand-Prix-Europameister Rudolf Caracciola versucht haben, mit zwei Mercedes-Benz W 165 an den Start zu gehen, die infolge des Kriegs in die Schweiz verbracht worden waren. Das Unterfangen scheiterte jedoch, weil die Rennwagen von den Behörden nicht freigegeben wurden.

## Klassifikation

### Startaufstellung
| 3                      |                      | 2                           |                    | 1                 |
| ---------------------- | -------------------- | --------------------------- | ------------------ | ----------------- |
| Villoresi 1:54,3 min   |                      | Wimille 1:54,2 min          |                    | Farina 1:53,8 min |
|                        | 5                    |                             | 4                  |                   |
|                        | Sommer 1:55,8 min    |                             | Taruffi 1:55,7 min |                   |
| 8                      |                      | 7                           |                    | 6                 |
| Bucci 1:59,7 min       |                      | de Graffenried 1:58,1 min   |                    | Ascari 1:55,9 min |
|                        | 10                   |                             | 9                  |                   |
|                        | „B. Bira“ 2:00,4 min |                             | Pagani 1:59,8 min  |                   |
| 13                     |                      | 12                          |                    | 11                |
| Trintignant 2:00,8 min |                      | Giraud-Cabantous 2:00,6 min |                    | Chiron 2:00,4 min |
|                        | 15                   |                             | 14                 |                   |
|                        | Nuvolari 2:01,8 min  |                             | Rosier 2:01,0 min  |                   |
| 18                     |                      | 17                          |                    | 16                |
| Parnell 2:08,0 min     |                      | Harrison 2:06,0 min         |                    | „Pr. Igor“ 2:05,0 |

### Rennergebnis
| Pos. | Nr. | Fahrer                          | Konstrukteur  | Runden | Zeit        | Ausfallgrund       |
| ---- | --- | ------------------------------- | ------------- | ------ | ----------- | ------------------ |
| 1    | 30  | Giuseppe Farina                 | Maserati      | 100    | 3:18:26,9 h |                    |
| 2    | 38  | Louis Chiron                    | Talbot        | 100    | 3:19:02,1 h |                    |
| 3    | 42  | Emmanuel de Graffenried         | Maserati      | 98     | + 2 Runden  |                    |
| 4    | 16  | Maurice Trintignant             | Simca-Gordini | 98     | + 2 Runden  |                    |
| 5    | 24  | Luigi Villoresi/ Alberto Ascari | Maserati      | 97     | + 3 Runden  |                    |
| 6    | 4   | Yves Giraud-Cabantous           | Talbot        | 95     | + 5 Runden  |                    |
| 7    | 10  | Eugène Chaboud                  | Delahaye      | 88     | + 12 Runden |                    |
| 8    | 2   | Clemar Bucci                    | Maserati      | 85     | + 15 Runden |                    |
| DNF  | 28  | Nello Pagani                    | Maserati      | 64     |             | Getriebe           |
| DNF  | 32  | Piero Taruffi                   | Cisitalia     | 64     |             | Riss im Benzintank |
| DNF  | 26  | Alberto Ascari                  | Maserati      | 61     |             | Ölpumpe            |
| DNF  | 12  | Jean-Pierre Wimille             | Simca-Gordini | 61     |             | Motor              |
| DNF  | 36  | „Pr. Igor“                      | Ferrari       | 58     |             | Unfall             |
| DNF  | 22  | Cuth Harrison                   | ERA           | 47     |             | Motor              |
| DNF  | 20  | Reg Parnell                     | ERA           | 22     |             | Kolben             |
| DNF  | 34  | Tazio Nuvolari                  | Cisitalia     | 16     |             | Motor              |
| DNF  | 8   | Louis Rosier                    | Talbot        | 16     |             | Kopfdichtung       |
| DNF  | 14  | Raymond Sommer                  | Simca-Gordini | 11     |             | Ventile            |
| DNF  | 14  | „B. Bira“                       | Simca-Gordini | 5      |             | Ölpumpe            |

Schnellste Rennrunde:  Giuseppe Farina (Maserati), 1:53,9 min = 100,5 km/h